# Anuradhapura (dystrykt)
Dystrykt Anuradhapura (syng. අනුරාධපුර දිස්ත්‍රික්කය, Anurādhapura distrikkaya; tamil. அனுராதபுரம் மாவட்டம, Aṉurātapuram māvaṭṭam; ang. Anuradhapura District) – jeden z 25 dystryktów Sri Lanki położony w północnej części Prowincji Północno-Środkowej.
Stolicą jest miasto Anuradhapura, zamieszkane przez 63 208 mieszkańców (2011). Administracyjnie dystrykt dzieli się na dwadzieścia dwa wydzielone sekretariaty.

## Ludność
W 2012 roku populacja dystryktu wynosiła 860 575 osób.
Dominującą grupę ludności tworzą Syngalezi 90,7%, a Maurowie lankijscy stanowią 8,3%
Największą grupą religijną tworzą wyznawcy buddyzmu 90% i islamu 8,4%.

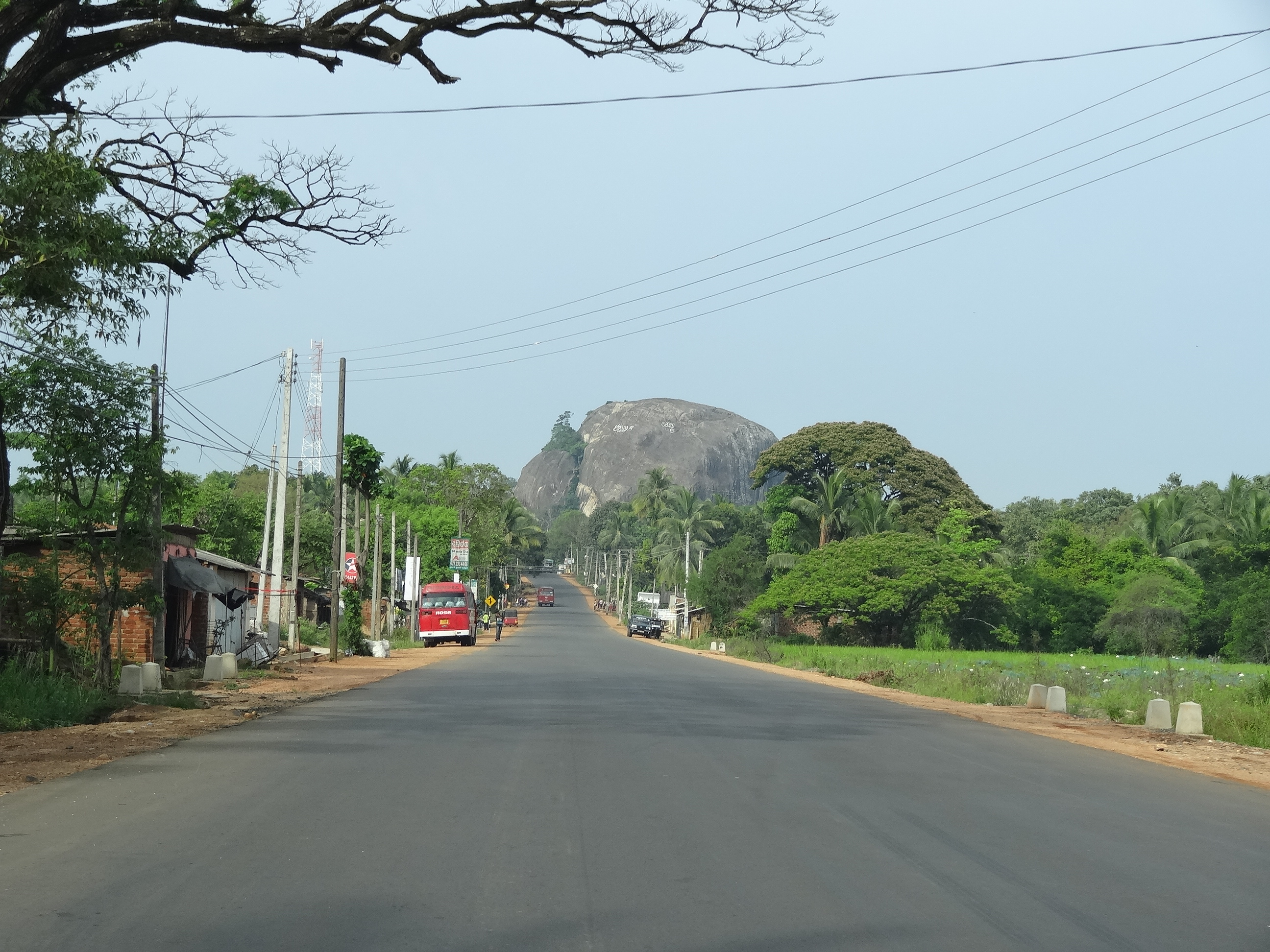
Góra obok Dambulli